# John Mearsheimer
 (mars 2024).
John Mearsheimer est un universitaire américain spécialiste des relations internationales, né le 14 décembre 1947 à New York (États-Unis). Il appartient à l'école de pensée réaliste.
Mearsheimer est professeur de relations internationales à l'université de Chicago et est considéré comme le réaliste le plus influent de sa génération. Ses pairs l’ont d'ailleurs surnommé le « Machiavel moderne »,.
Mearsheimer est surtout connu pour avoir développé la théorie du réalisme offensif, qui explique l'interaction entre les grandes puissances comme étant principalement motivée par le désir rationnel d'atteindre une hégémonie régionale dans un système international anarchique.
Mearsheimer estime ainsi que la puissance croissante de la Chine l'amènera probablement à entrer en conflit avec les États-Unis.
Dans Le Lobby pro-israélien et la politique étrangère américaine, écrit avec Stephen Walt, Mearsheimer affirme que le lobby israélien exerce une influence disproportionnée sur la politique étrangère américaine.

## Biographie

### Jeunesse et formation
John Joseph Mearsheimer est né en décembre 1947 dans l'arrondissement de Brooklyn, à New York. À l'âge de 8 ans, il déménage avec sa famille à Croton-on-Hudson, un village en banlieue du comté de Westchester. À 17 ans, Mearsheimer s'engage dans l'armée américaine. Après un an sous les drapeaux, il est reçu à l'Académie militaire de West Point, qu'il fréquente de 1966 à 1970. Après avoir obtenu son diplôme, il sert pendant cinq ans comme officier dans l'armée de l'air,.
En 1974, alors qu'il est dans l'armée de l'air, Mearsheimer obtient un master en relations internationales de l'université de Californie du Sud. Il intègre ensuite l'université Cornell et y obtient en 1980 un doctorat en relations internationales. De 1978 à 1979, il est chargé de recherche à la Brookings Institution de Washington, DC. De 1980 à 1982, il est chercheur post-doctoral au Center for International Affairs de l'université Harvard. Pendant l'année universitaire 1998-1999, il est « Whitney H. Shepardson Fellow » au Council on Foreign Relations à New York.

### Carrière
Depuis 1982, Mearsheimer est membre de la faculté du département des sciences politiques de l'université de Chicago. Il devient Associate Professor (professeur agrégé) en 1984, puis Full Professor (professeur titulaire) en 1987, avant d'être nommé « Distinguished Service Professor  (professeur émérite) R. Wendell Harrison » en 1996. De 1989 à 1992, il est président du département. Il est également membre du corps enseignant du programme d'études supérieures du « Committee on International Relations », un master d'un an à l'université de Chicago et l'un des plus anciens des États-Unis dans le domaine. Il est aussi co-directeur du Program on International Security Policy.
Parmi les ouvrages de Mearsheimer figurent : Conventional Deterrence (1983), qui a remporté le Edgar S. Furniss Jr. Book Award ; Nuclear Deterrence : Ethics and Strategy (coédité, 1985 ; traduction du titre : « Dissuasion nucléaire : éthique et stratégie » ; ouvrage non traduit) ; Liddell Hart and the Weight of History (1988 ; traduction du titre : « Liddell Hart et le poids de l'histoire » ; ouvrage non traduit) ; The Tragedy of Great Power Politics (2001 ; traduction du titre : « La tragédie de la politique des grandes puissances » ; ouvrage non traduit), qui a remporté le Lepgold Book Prize ; The Israel Lobby and U.S. Foreign Policy (2007 ; ouvrage traduit en français sous le titre Le Lobby pro-israélien et la politique étrangère américaine, 2009) ; Why Leaders Lie: The Truth About Lying in International Politics (2011 ; traduction du titre : « Pourquoi les dirigeants mentent-ils : la vérité sur le mensonge en politique internationale », ouvrage non traduit). Ses articles ont été publiés dans des revues universitaires comme International Security et dans des magazines populaires comme London Review of Books. Il a écrit des articles d'opinion pour le New York Times, le Los Angeles Times et le Chicago Tribune.
Mearsheimer a remporté plusieurs prix d'enseignement. Il a reçu le Clark Award for Distinguished Teaching lorsqu'il était étudiant diplômé à Cornell en 1977, et il a remporté le Quantrell Award for Excellence in Undergraduate Teaching à l'université de Chicago en 1985. En outre, il a été choisi comme Phi Beta Kappa Visiting Scholar pour l'année universitaire 1993-1994. À ce titre, il a donné une série de conférences dans huit collèges et universités. En 2003, il a été élu à l'Académie américaine des arts et des sciences. Il est le lauréat du prix James-Madison 2020 de l'American Political Science Association, qui est décerné tous les trois ans à un politologue américain ayant apporté une contribution éminente à la recherche. Le comité du prix a relevé que Mearsheimer est « l'un des spécialistes des relations internationales les plus cités dans la discipline, mais que ses travaux sont également lus bien au-delà du cercle académique ».
Les ouvrages de Mearsheimer sont largement lus et débattus par les étudiants en relations internationales du XXIe siècle. Une enquête menée en 2017 auprès des professeurs américains de relations internationales le classe au troisième rang des « universitaires dont les travaux ont eu la plus grande influence sur le domaine des relations internationales au cours des vingt dernières années ».

## Travaux

### La dissuasion
Dans son premier ouvrage, Conventional Deterrence (1983), Mearsheimer aborde la question que l'on pourrait formuler ainsi : « comment les décisions des responsables politiques concernant l'issue d'une guerre influent-elles le succès ou l'échec de la dissuasion ? » Son argument de base est que la dissuasion est susceptible de fonctionner lorsque l'attaquant potentiel pense qu'une attaque sera coûteuse et peu susceptible de réussir. En revanche, si l'attaquant potentiel a des raisons de croire que l'attaque sera peu coûteuse et qu'elle aura des chances de réussir, la dissuasion est susceptible de s'effondrer, ce qui est désormais largement admis comme étant le fonctionnement du principe de dissuasion. Plus précisément, Mearsheimer soutient que le succès de la dissuasion est déterminé par la stratégie dont dispose l'attaquant potentiel. Il présente trois stratégies.
Premièrement, une stratégie d'attrition implique un niveau élevé d'incertitude quant à l'issue de la guerre et des coûts élevés pour l'attaquant. Deuxièmement, une stratégie aux objectifs limités comporte moins de risques et des coûts moindres. Enfin, la stratégie de la Blitzkrieg permet de vaincre l'ennemi de manière rapide et décisive à des coûts relativement faibles. Pour Mearsheimer, les échecs sur le champ de bataille moderne sont principalement dus à la conviction de l'attaquant potentiel qu'il peut mettre en œuvre avec succès une stratégie de Blitzkrieg dans laquelle les chars et les autres forces mécanisées sont employés rapidement pour provoquer une pénétration profonde et perturber les arrières de l'ennemi. Les deux autres stratégies ont peu de chances d'aboutir à un échec de la dissuasion car elles impliqueraient une faible probabilité de succès, accompagnée de coûts élevés (guerre d'usure) ou de gains limités et de la possibilité que le conflit se transforme en guerre d'usure (objectifs limités). En revanche, si l'attaquant dispose d'une stratégie cohérente de blitzkrieg, il est probable qu'une attaque s'ensuive, car ses avantages potentiels l'emportent sur les coûts et les risques liés au déclenchement d'une guerre.
Outre l'analyse des cas issus de la Seconde Guerre mondiale et du conflit israélo-arabe, Mearsheimer extrapole les implications de sa théorie pour les perspectives de dissuasion conventionnelle en Europe centrale à la fin de la guerre froide. Il affirme qu'une attaque soviétique est peu probable parce que l'armée soviétique serait incapable de mettre en œuvre avec succès une stratégie de blitzkrieg. L'équilibre des forces, la difficulté d'avancer rapidement avec des forces mécanisées à travers l'Europe centrale et les formidables forces de l'OTAN qui s'opposeraient à une telle attaque soviétique font qu'il considère que les chances que les Soviétiques déclenchent une guerre conventionnelle en Europe sont faibles.
En résumé, Mearsheimer explique qu’une dissuasion efficace dépend de la stratégie adoptée par l’ennemi (guerre d’usure, stratégie d’objectifs limités ou Blitzkrieg), et que seule l’hypothèse d’une Blitzkrieg efficace rend la dissuasion inefficace. Dans les deux autres cas, les pertes sont trop importantes par rapport aux gains, ce qui rend la dissuasion efficace.

### Liddell Hart
Le deuxième livre de Mearsheimer, Liddell Hart and the Weight of History, réévalue l'héritage intellectuel du théoricien militaire  B. H. Liddell Hart. Tout en reconnaissant que ses propres recherches ont "grandement bénéficié de ses écrits passionnants" et que les travaux de Liddell Hart devraient toujours être considérés comme "une lecture essentielle pour les étudiants sérieux en stratégie et en guerre" (p. x), Mearsheimer soutient qu'une grande partie des idées reçues sur les contributions de Liddell Hart à la pensée militaire moderne étaient erronées. En particulier, la théorie de l'approche indirecte, que Liddell Hart développe dans les années 1930, est si vague et si tautologique que "pratiquement toutes les victoires militaires peuvent lui être attribuées". (p. 87). De plus, les tentatives limitées de Hart pour rendre la théorie opérationnelle indiquent clairement que ce qu'il avait principalement en tête était de vaincre "indirectement" un adversaire continental en "brisant le moral de la population civile de l'ennemi, et non en détruisant ses forces militaires, ce qui est bien sûr l'objectif de la Blitzkrieg ["guerre éclair" en français] " (p. 88). La pratique courante consistant à faire remonter les origines intellectuelles de Blitzkrieg à l'approche indirecte est donc erronée puisqu'il n'y a "aucune preuve... que Liddell Hart ait compris l'importance de la pénétration stratégique profonde [qui caractérise la Blitzkrieg] avant la Seconde Guerre mondiale" (p. 43). Comme on pouvait s'y attendre, Liddell Hart s'est avéré totalement faux sur les questions militaires fondamentales de l'entre-deux-guerres (il a écarté la possibilité d'une offensive allemande décisive sur le front occidental, bataille de France de mai-juin 1940 où la France, les Pays-Bas, la Belgique et le Luxembourg sont envahis) et est tombé en disgrâce dans l'immédiat après-guerre.
Mearsheimer montre que Liddell Hart réussit à sauver sa stature intellectuelle en convainquant d'anciens généraux de la Wehrmacht de lui attribuer les idées qui ont conduit au développement de la stratégie allemande de la guerre éclair. Désireux de rétablir leurs propres réputations ternie après la guerre, des généraux allemands à la retraite comme Guderian, surnommé « Heinz le Rapide » (Schneller Heinz) en raison de son application très réussie de la guerre éclair, lors des invasions de la France (1940) et de l’Union soviétique (1941). Cela a permis à Liddell Hart d'exagérer son influence sur la guerre éclair dans leurs mémoires en échange de leur aide pour promouvoir une image d'eux-mêmes comme ayant été avant tout des innovateurs militaires plutôt que des sbires nazis. Dans le cas de Guderian, Liddell Hart a effectivement agi comme son "agent littéraire" pour le monde anglophone (p. 185). Fritz Bayerlein, chef d'état-major pendant la campagne d'Afrique du Nord, du maréchal Erwin Rommel, le « Renard du Désert », a également aidé Liddell Hart à manipuler les archives historiques en présentant faussement Rommel comme son "élève" (pp. 193-201). Mearsheimer conclut en soulignant l'importance d'une communauté intellectuelle robuste qui peut demander des comptes aux "intellectuels de la défense" :

« Les intellectuels de la défense ont besoin de savoir que leurs opinions et leur comportement général seront jugés en connaissance de cause et que le charlatanisme sera démasqué. L'absence de sanctions pour mauvaise conduite signifie qu'il n'y a pas de frein à la propagation des fausses idées. Liddell Hart a effectivement été tenu pour responsable à un moment donné. La diminution significative de son influence pendant et immédiatement après la Seconde Guerre mondiale était, en fait, une punition pour avoir proposé des idées erronées sur la façon de traiter le Troisième Reich. Cependant, ce qui est troublant dans le cas de Liddell Hart, c'est qu'il a finalement pu se sortir de cette situation difficile en réécrivant l'histoire. Le monde académique de la sécurité nationale, et en particulier ses historiens, doivent être attentifs à la manipulation historique pour des raisons égoïstes (p. 224). »

— Mearsheimer, Liddell Hart and the Weight of History
Les arguments de Mearsheimer concernant Liddell Hart ont suscité des réactions variées. Par exemple, le fondateur de l'Institut de recherche sur la théorie opérationnelle des forces de défense israéliennes, Simon Naveh, a confirmé dans une autre étude qu'"en déformant les circonstances historiques réelles de la formation de la Blitzkrieg, [Liddell Hart] a obscurci ses origines temporelles et cognitives... La présentation, au début des années 1950, de la version transformée de Blitzkrieg comme un fait historique, portant la signature conjointe de Liddell Hart et de Guderian, lui a conféré une touche d'authenticité et une légitimité professionnelle inébranlable." En revanche, Richard Swain, de l'US Army Command and General Staff College, a soutenu que si "Mearsheimer a raison sur de nombreux points", il exagère probablement la mesure dans laquelle les distorsions historiques de Liddell Hart étaient consciemment intéressées : "Pour accuser Liddell Hart d'avoir habilement créé une tromperie, il faut d'abord accepter que Liddell Hart savait qu'il s'était trompé. Il y a peu ou pas de preuves de cela".

### Prolifération nucléaire et dissuasion
En 1990, Mearsheimer publie un article académique dans International Security dans lequel il prédit que l'Europe reviendrait à un environnement multipolaire, similaire à celui de la première moitié du 20e siècle, si jamais les forces américaines et soviétiques partaient après la fin de la guerre froide. Dans un autre article publié la même année, dans The Atlantic, il prédit que le monde multipolaire ferait augmenter la prolifération nucléaire en Europe, notamment en Allemagne.
Dans l'article d'International Security et dans l'article de 1993 de Foreign Affairs intitulé The case for a Ukrainian nuclear deterrent, (en français : "Les arguments en faveur d'une dissuasion nucléaire ukrainienne"), il affirme que pour réduire les dangers de guerre, les États-Unis doivent accepter la possibilité que l'Allemagne et l'Ukraine développent un arsenal nucléaire et s'efforcer d'empêcher la montée d'un nationalisme excessif. Mearsheimer présente plusieurs scénarios possibles pour l'Europe après le départ des troupes américaines et russes. Il affirme qu'une Europe avec une prolifération nucléaire a le plus de chances de rester en paix, car sans dissuasion nucléaire, l'Allemagne serait susceptible de tenter à nouveau de conquérir le continent (pp.32-33). Mearsheimer estime qu'il est stratégiquement peu judicieux pour l'Ukraine de renoncer à son arsenal nucléaire (vestiges de l'arsenal soviétique). Cependant, en 1994, une série d'accords oblige l'Ukraine à accepter de se débarrasser de la totalité de son ancien stock nucléaire soviétique, un processus qui s'achève en 1996.
Interrogé sur cette affirmation lors d'une conférence donnée au département de politique internationale de l'université d'Aberystwyth au Pays de Galles, il maintient qu'en dépit de l'intégration et de l'expansion européennes, il croyait toujours que ses prédictions se réaliseraient si l'armée américaine quittait l'Europe (p.116).
De plus, dans des articles d'opinion écrits en 1998 et 2000 pour le New York Times, Mearsheimer explique pourquoi il est logique que l'Inde se dote d'armes nucléaires. Il affirme que l'Inde a de bonnes raisons stratégiques de vouloir une dissuasion nucléaire, notamment pour faire contrepoids à la Chine et au Pakistan et pour garantir la stabilité régionale. Il critique également la politique américaine de contre-prolifération à l'égard de l'Inde, qu'il juge irréaliste et nuisible aux intérêts américains dans la région.
Il rejoint Kenneth Waltz, professeur de relations internationales à Columbia et l'un des fondateurs du néoréalisme. Tous deux pensent que la prolifération maintient un effet dissuasif. Mearsheimer déclare notamment à ce sujet : "les bombes nucléaires sont une super dissuasion".

### Leréalisme offensifet les questions d'hégémonie territoriale
Le véritable apport de John Mearsheimer à l’étude des relations internationales réside dans la création du mouvement du « réalisme offensif ».
Contrairement aux réalistes classiques comme Hans Morgenthau, il ne considère pas que la compétition sécuritaire entre les États dépende de la « nature humaine », mais du système international anarchique, rejoignant ainsi les théories de Kenneth Waltz. Mais contrairement à ce dernier, il affirme, en adaptant le concept spinoziste de conatus élaboré par Hobbes puis Spinoza, que les États ne sont jamais satisfaits d’un niveau donné de puissance et qu’ils recherchent constamment à accroître leur puissance, afin d’atteindre une éventuelle position hégémonique qui assurerait leur sécurité.
Contrairement au réalisme défensif de Waltz, le réalisme offensif soutient que les États ne se contentent pas d'une certaine quantité de pouvoir, mais recherchent l'hégémonie pour leur sécurité, car la composition anarchique du système international incite fortement les États à rechercher des occasions de gagner du pouvoir aux dépens de leurs concurrents.
Affirmant qu’une hégémonie mondiale est inenvisageable, Mearsheimer considère que les États cherchent une hégémonie régionale et, que par là même, ils tentent d’empêcher les autres États d’accéder à cette position. Dans ce contexte belliqueux de course à l’hégémonie, Mearsheimer remet en cause les théories de Michael Doyle sur l’impossibilité de la guerre entre démocraties libérales. Il développe ces différentes théories dans son ouvrage le plus célèbre : The Tragedy of Great Power Politics (2001, p.35).

« Étant donné la difficulté de déterminer, pour maintenant et pour demain, la puissance suffisante, les grandes puissances reconnaissent que la meilleure façon d'assurer leur sécurité est d'atteindre l'hégémonie maintenant, éliminant ainsi toute possibilité de défi par une autre grande puissance. Seul un État malavisé laisserait passer l'occasion d'être l'hégémon du système parce qu'il pense avoir déjà suffisamment de pouvoir pour survivre. »

Mearsheimer rejette également la théorie de la paix démocratique, qui prétend que les démocraties ne se font jamais ou rarement la guerre.
Mearsheimer ne croit pas qu'il soit possible pour un État de devenir un hégémon mondial (voir la section sur le veilleur de nuit ci-dessous). Bien que cela soit théoriquement possible, il y a trop de terres émergées et trop d'océans, qui, selon lui, ont un pouvoir d'arrêt efficace et agissent comme des fossés géants. Il pense plutôt que les États ne peuvent parvenir qu'à une hégémonie régionale. En outre, il affirme que les hégémonies régionales tentent d'empêcher d'autres États d'acquérir l'hégémonie dans leur région, car les concurrents pairs seraient libres de circuler et pourraient donc interférer dans le voisinage de l'hégémon régional établi. Les États qui ont atteint l'hégémonie régionale, comme les États-Unis, agiront en tant qu'équilibreurs extraterritoriaux en s'ingérant dans d'autres régions si les grandes puissances de ces régions ne peuvent pas empêcher la montée d'un hégémon.
Après la chute du mur de Berlin en novembre 1989, Mearsheimer tente une analyse prospective des mutations à attendre du système international. La prédiction de la désagrégation de l'OTAN ne s'est pas réalisée. Ainsi, en 1990, il écrit :
« La guerre froide avait permis à la Communauté européenne de s’épanouir comme une plante à l’abri d’une serre. Mais si la guerre froide prend fin et avec elle l’ordre particulièrement stable qu’elle instituait, alors il est probable qu’avec le temps cette Communauté européenne va plutôt s’affaiblir et non se renforcer. »
Ayant écarté la possibilité d'une réorientation de l'OTAN sur d'autres objectifs, il déclare:
« Le ciment de l’OTAN, c’était la menace soviétique. Otez cette menace et il est probable que les États-Unis se retireront d’Europe et de ce fait, l’alliance défensive qu’ils ont dirigée pendant quarante ans se désagrégera. »
L'invasion de l'Ukraine par la Russie en 2022, aura fait raviver l'OTAN, après les menaces et critiques répétées du président américain Donald Trump sur le budget,,, et la déclaration de "mort cérébrale" par le président français Emmanuel Macron en 2019,,,.
D'autres prédictions eurent plus de succès, en particulier l'anticipation à contre-courant du consensus universitaire de l'époque, de l'aisance de la campagne de la première guerre du Golfe ainsi que l'anticipation des difficultés qui suivraient l'éviction de Saddam Hussein en 2003.
Ardent partisan de l'endiguement face à la Chine, il soutient que les États-Unis devraient tout faire pour que « l’économie chinoise s'écroule ».

### Soutien de E. H. Carr
Dans un discours prononcé en 2004, Mearsheimer fait l'éloge de l'historien britannique Edward Hallett Carr, un réaliste classique, pour son livre de 1939 intitulé The Twenty Years' Crisis (en français : "La crise de vingt ans : 1919-1939 : Une introduction à l'étude des relations internationales") et soutient que Carr avait raison lorsqu'il affirmait que les relations internationales étaient une lutte de tous contre tous, les États plaçant toujours leurs propres intérêts en premier. Mearsheimer maintient que les arguments de Carr étaient toujours aussi pertinents en 2004 qu'en 1939 et poursuit en déplorant ce qu'il prétendait être la domination de la pensée "idéaliste" sur les relations internationales dans la vie universitaire britannique.

### Night watchman(veilleur de nuit)
Night watchman (en français, "veilleur de nuit"), est une expression inventée par Mearsheimer qui désigne un "hégémon mondial". Mearsheimer considère cela comme une impossibilité théorique, dans son livre phare The Tragedy of Great Power Politics. Néanmoins, en 1990, Mearsheimer mentionne l'existence d'un "gardien" ou "veilleur". Les démocraties vivaient en paix car "la position hégémonique [des États-Unis] au sein de l'OTAN [...] atténuait les effets de l'anarchie sur les démocraties occidentales et induisait une coopération entre elles [...]. Les États-Unis servant de veilleur de nuit (c'est nous qui soulignons), les craintes concernant les gains relatifs entre les États d'Europe occidentale étaient atténuées...".
Par la suite, Mearsheimer ne mentionne pas le "gardien" pendant un certain temps. Dix ans plus tard, il décrit l'"anarchie internationale" comme n'ayant pas changé avec la fin de la guerre froide, "[...] et [qu']il y a peu de signes qu'un tel changement soit probable dans un avenir proche. Les États restent les principaux acteurs de la politique mondiale et il n'y a toujours pas de gardien de nuit qui se tienne au-dessus d'eux." Cinq ans plus tard, Mearsheimer confirme que "dans un système anarchique, il n'y a pas de gardien de nuit que l'État puisse appeler lorsque les problèmes viennent frapper à sa porte".
Précisément deux décennies après que Mearsheimer a détecté pour la dernière fois le veilleur ou gardien dans le monde, il en redécouvre un nouveau, qui existe et maintient l'Europe en paix. Il y répond sans ambiguïté dans l'article "Why Is Europe Peaceful Today?" (en français, "Pourquoi l'Europe est-elle pacifique aujourd'hui ?") : "La raison est simple : les États-Unis sont de loin le pays le plus puissant du monde et ils font effectivement office de veilleur de nuit.".

### Guerre du Golfe
En janvier et début février 1991, Mearsheimer publie deux articles d'opinion dans le Chicago Tribune et le New York Times et soutient que la guerre pour libérer le Koweït des forces irakiennes serait rapide et mènerait à une victoire américaine décisive, avec moins de 1 000 pertes américaines. L'argument de Mearsheimer repose sur plusieurs points.
Premièrement, l'armée irakienne était une armée du tiers monde (pays sous-développés) qui n'est pas préparée à mener des batailles blindées mobiles. Deuxièmement, les forces blindées américaines étaient mieux équipées et entraînées. Troisièmement, l'artillerie américaine est également bien meilleure que son homologue irakienne. Quatrièmement, la puissance aérienne américaine, non entravée par la faible force aérienne irakienne, devrait s'avérer dévastatrice contre les forces terrestres irakiennes. Enfin, le déploiement avancé des réserves irakiennes était de mauvais augure pour leur capacité à contrer les efforts américains visant à pénétrer la ligne de défense irakienne le long de la frontière entre l'Arabie saoudite et le Koweït. Toutes ces prédictions se sont réalisées au cours de la guerre,.

### La controverse Noelle-Neumann
En octobre 1991, Mearsheimer est entraîné dans une âpre controverse à l'université de Chicago concernant Elisabeth Noelle-Neumann, une professeure invitée d'Allemagne. Noelle-Neumann est alors une éminente sondeuse allemande et une universitaire de premier plan dans le domaine de la recherche sur l'opinion publique, auteure d'un livre très apprécié, The Spiral of Silence qui est aussi le nom de la théorie. Le débat s'est centré sur un article écrit par Leo Bogart, "The Pollster and the Nazis" (en français : "Le sondeur et les nazis"), qui décrit l'emploi passé de Noelle-Neumann en tant que rédactrice et éditrice au sein du journal nazi Das Reich de 1940 à 1942. Dans sa réponse à l'article, Noelle-Neumann prétend que "les textes écrits sous une dictature il y a plus de 50 ans ne peuvent être lus comme ils l'étaient en 1937, 1939 ou 1941. Séparés du temps et du lieu où ils ont été écrits, ils ne sont plus réels, car la réalité est en partie fondée sur le temps et le lieu."
En tant que président du département de sciences politiques de Chicago à l'époque, Mearsheimer s'assied avec Noelle-Neumann pour discuter de l'article et des allégations. Après s'être entretenu avec elle pendant plus de trois heures, Mearsheimer déclare publiquement : "Je crois que Noelle-Neumann était une antisémite" et il mène une campagne pour lui demander des excuses. Il se joint à d'autres membres du corps enseignant de l'université de Chicago pour écrire un article commun dans le magazine Commentary qui avait réagi à la réponse de Noelle-Neumann sur l'accusation portée contre elle. Ils déclarent qu'"en fournissant un soutien rhétorique à l'exclusion des Juifs, ses mots ont contribué à rendre le déshonorant honorable, l'indécent décent, l'incivilisé civilisé et l'impensable pensable".
Mearsheimer déclare : "Sachant ce que nous savons maintenant de l'Holocauste, il n'y a aucune raison pour qu'elle ne s'excuse pas. Demander à quelqu'un qui a joué un rôle dans le plus grand crime du 20e siècle de dire 'je suis désolé' n'est pas déraisonnable."

### Le Lobby pro-israélien et la politique étrangère américaine
Cet ouvrage est paru en 2007 aux États-Unis, et a été traduit en France la même année. Il défend avec Stephen Walt (Harvard) la thèse que la politique étrangère des États-Unis au Moyen-Orient pendant les dernières décennies a principalement visé à soutenir l’État israélien, même si ce soutien n’était à long terme ni dans l’intérêt des États-Unis, ni dans celui d’Israël. La raison de ce soutien aurait été plus due à l’influence de l’AIPAC, un lobby pro-israélien reconnu par le monde universitaire et les médias, pesant sur les décisions du Congrès et de l’administration, qu’à des intérêts stratégiques ou à des impératifs moraux.
La thèse est exposée dans la première partie de l’ouvrage. Les auteurs y décrivent successivement leur vision des types d’aides apportées à Israël, l’apport stratégique de cette aide, la faiblesse des arguments moraux avancés, leur définition du lobby pro-israélien, et les modes d’action du lobby, visant à peser sur les choix politiques et à contrôler le discours public.
La seconde partie décline les mêmes thèses en analysant les discours et interactions de ce lobby avec la politique des États-Unis par rapport aux questions palestiniennes, aux conflits avec l'Irak, la Syrie, l'Iran, le Liban pendant le second conflit israélo-libanais guerre de 2006. La seconde partie se termine sur des suggestions concernant la conduite à tenir tant vis-à-vis d’Israël que du lobby tel qu’il est perçu.
Dans son avant-propos, John Mearsheimer fait part des polémiques et débats instaurés lors de la parution des articles préalables à la parution de ce livre, s’étant traduits à la fois par un accueil progressivement favorable de certains lecteurs, y compris dans des groupes définis comme pro-israéliens, et à l’inverse par de vigoureuses accusations d’antisémitisme de la part de l’AIPAC et d’une partie de la presse américaine.
Ce livre a notamment fait l'objet d'une série d'émissions en France sous le sous-titre « voyage autour d'un tabou ».

#### Déclarations sur les guerres israéliennes et le statut d'État palestinien
Mearsheimer a critiqué la guerre du Liban de 2006. Il affirme que la stratégie d'Israël était "vouée à l'échec" parce qu'elle était basée sur "l'hypothèse erronée" que la puissance aérienne israélienne pouvait vaincre le Hezbollah, qui était essentiellement une force de guérilla. La guerre, selon lui, a été un désastre pour le peuple libanais, ainsi qu'un "revers majeur" pour les États-Unis et Israël. De plus, d'après lui, le lobby israélien a joué un rôle clé en permettant la réponse contre-productive d'Israël en empêchant les États-Unis d'exercer une influence indépendante.
Mearsheimer a également critiqué l'offensive israélienne contre le Hamas dans la bande de Gaza, qui a débuté en décembre 2008. Il a fait valoir qu'elle n'éliminerait pas la capacité du Hamas à tirer des missiles et des roquettes sur Israël et qu'elle n'amènerait pas le Hamas à mettre fin à son combat contre Israël. En fait, il affirme plus globalement que les relations entre Israël et les Palestiniens allaient probablement s'aggraver dans les années à venir.
Mearsheimer souligne que le seul espoir pour Israël de mettre fin à son conflit avec les Palestiniens est de mettre fin à l'occupation et de permettre aux Palestiniens d'avoir leur propre État à Gaza et en Cisjordanie. Sinon, Israël se transformera en un "État d'apartheid". Ce serait un résultat désastreux pour Israël, mais aussi pour les États-Unis et surtout pour les Palestiniens.
Les critiques de Mearsheimer à l'égard d'Israël se sont étendues à sa possession d'armes nucléaires. Dans des remarques faites au Musée international de l'espionnage en 2010, Mearsheimer affirme qu'un Israël disposant de l'arme nucléaire était contraire aux intérêts américains et remet en question la responsabilité d'Israël en la matière. Il déclare qu'il n'y avait "aucune responsabilité pour Israël sur aucune question" parce qu'il suppose que "les Israéliens peuvent faire presque n'importe quoi et s'en sortir".

### Crise ukrainienne de 2013-2014
Après avoir averti en 1993 qu'une Ukraine sans armes nucléaires restait exposée au risque de tentatives de reconquête par la Russie, il a critiqué rétrospectivement la crise ukrainienne de 2014 en raison de la réorientation géopolitique des États-Unis sous Clinton depuis 1995, en raison de son orientation unipolaire et hégémonique[réf. nécessaire]. Dans l'intention d'affaiblir le gouvernement de la Russie, on[Qui ?] voudrait étendre l'OTAN jusqu'aux frontières de la Russie[pas clair]. Dans un article publié dans Foreign Affairs en août 2014, il a en conséquence attribué la responsabilité principale du déclenchement du conflit aux États-Unis et à leurs alliés occidentaux, dont l'Union Européenne.
À la racine du conflit se trouve l'élargissement de l'OTAN vers l'Est, point central d'une stratégie globale visant à sortir l'Ukraine de la sphère d'influence russe et à l'intégrer à l'Ouest. À cela s'ajoutent l'élargissement de l'UE vers l'est et le soutien de l'Occident au mouvement démocratique en Ukraine - à commencer par la Révolution orange de 2004 - a alimenté un feu qui n'avait plus qu'à être allumé.
Selon Mearsheimer, le récit selon lequel la Russie n'attendait que des occasions pour s'emparer de l'Ukraine est faux. Pour lui, le renversement du gouvernement Ianoukovitch est « un coup d'État qui a fait déborder le vase » ; les élites politiques américaines et européennes auraient été prises au dépourvu par la crise ukrainienne « parce qu'elles n'accordent plus guère d'importance à la logique du réalisme au XXIe siècle et partent du principe que l'unité et la liberté de l'Europe peuvent être garanties au moyen de principes libéraux comme l'État de droit, l'interdépendance économique et la démocratie ». Conscients de l'attitude hostile de la Russie, compréhensible du fait de ses intérêts en matière de sécurité, les États-Unis auraient fait avancer l'élargissement de l'UE vers l'Est et de l'OTAN et soutenu la démocratisation de l'Ukraine. Mearsheimer considère que la réaction de Poutine est compréhensible, car l'Ukraine (en tant que pays non-aligné) est « indispensable » comme tampon pour les besoins de sécurité de la Russie.
Mearsheimer voit dans l'élargissement de l'OTAN à l'Est une dangereuse provocation contre la Russie. Il se réfère à George F. Kennan comme l'un des premiers avertisseurs critiques, qui avait mis en garde en 1998 contre le risque de guerre résultant de cet élargissement. Mearsheimer attribue les erreurs politiques au manque de réalisme politique ou à la grande influence de l'école de pensée de l'« hégémonie libérale », tant au sein du Parti démocrate que du Parti républicain. Selon lui, la seule issue raisonnable à la crise est de prendre en compte les intérêts de la Russie en matière de sécurité, comme ceux de toute autre puissance ; l'Ukraine doit accepter le rôle d'État tampon ou de pont que lui impose sa situation géostratégique. Tout le reste serait abstrait et sans signification politique réelle. La coopération constructive de l'Occident avec la Russie est[incompréhensible] À la recommandation de la Brookings Institution de 2015 de livrer des armes à l'Ukraine afin d'augmenter le coût d'une attaque pour Poutine, Mearsheimer rétorque que l'importance stratégique est telle pour la Russie qu'elle poursuivra le conflit à n'importe quel prix, jusqu'à l'utilisation de l'arme nucléaire.
Dans une conférence de septembre 2015, Mearsheimer a mis en doute l'intérêt de Poutine à conquérir l'Ukraine. Il a déclaré textuellement à ce sujet : « Si vous voulez vraiment détruire la Russie, vous devriez l'encourager à conquérir l'Ukraine. Poutine est bien trop intelligent pour essayer de le faire ».

#### Critiques
L'ancien ambassadeur des États-Unis en Russie, Michael McFaul, a rétorqué en 2014 que la politique étrangère russe n'était pas une réaction à celle des États-Unis, mais qu'elle reposait sur la dynamique interne russe des années 2011/12.

## Opinion politique
En 2019, Mearsheimer déclare que son candidat préféré à la primaire présidentielle démocrate de 2020 était Bernie Sanders. Il ajoute aussi que les inégalités économiques aux États-Unis sont le plus grand problème auquel la nation est alors confrontée.

## Publications

### Livres originaux en anglais
- Conventional Deterrence, Cornell University Press, 1983, 296 p. (ISBN 978-0-8014-1569-2)
- Liddell Hart and the Weight of History, Cornell University Press, 1989, 264 p. (ISBN 978-0-8014-2089-4, lire en ligne)
- The Tragedy of Great Power Politics, W. W. Norton & Company, 2001, 448 p. (ISBN 978-0-393-02025-0)
- The Israel Lobby and U.S. Foreign Policy, Farrar, Straus and Giroux, 2007, 496 p. (ISBN 978-0-374-17772-0)
- Why Leaders Lie : The Truth About Lying in International Politics, Oxford University Press, 2011, 160 p. (ISBN 978-0-19-975873-9) ; édition poche 2009
- (en) The Great Delusion : Liberal Dreams and International Realities, New Haven (Conn.), Yale University Press, 2018, 328 p. (ISBN 978-0-300-23419-0, lire en ligne)

### Livre traduit en français
- Le Lobby pro-israélien et la politique étrangère américaine [« The Israel Lobby and U.S. Foreign Policy »]  (trad. de l'anglais), Paris, La Découverte, 2007, 500 p. (ISBN 978-2-7071-5261-9)

### Article
- (en) « Why the Ukraine Crisis Is the West’s Fault », Foreign Affairs,‎ 18 août 2014 (lire en ligne )